# Rhyacophila simplex
Rhyacophila simplex är en nattsländeart som beskrevs av Nimmo 1977. Rhyacophila simplex ingår i släktet Rhyacophila och familjen rovnattsländor. Inga underarter finns listade i Catalogue of Life.